# Ogen van de Koning
Ogen van de Koning is het eerste deel in de De Laatste Afstammelingen-serie geschreven door de Britse schrijfster Catherine Banner en gepubliceerd door Random House. Het eerste boek schreef Banner toen ze pas 14 jaar oud was. Twee jaar later werd het gepubliceerd en werd haar debuutroman werkelijkheid. Het tweede boek, Macht van de Koning, verscheen op 22 september 2009.

## Inhoud
Ogen van de Koning vertelt het verhaal van de vijftienjarige Leo (Leonard) Noord in een wereld die Malonia heet. Samen met zijn jongere broertje Stirling zit hij op de militaire school. Wat de meeste mensen echter niet weten is dat Leo over magische krachten beschikt, die hij echter zo goed en zo kwaad als dat kan probeert te onderdrukken. Magie wordt dan ook door de regering van Malonia als een grote bedreiging gezien.
Op een dag vindt Leo een vreemd boek in de sneeuw zonder tekst op de bladzijden. Maar hoe langer Leo het boek bij zich houdt en voor zijn grootmoeder verbergt, hoe meer geschreven tekst erin verschijnt. Het vertelt het verhaal van twee tieners, Ryan en Anna, die in Engeland wonen, een plaats die Leo enkel kent uit sprookjes en hardnekkige geruchten.
Wanneer Leo's broertje Stirling plotseling ernstig ziek wordt begint hij steeds vaker zijn greep op de werkelijke wereld te verliezen. Het verhaal van Ryan en Anna neemt hem totaal in beslag...

## Boeken
- 2008 - Ogen van de Koning
- 2009 - Macht van de Koning
- 2011 - Val van de Koning